# Marie Bracquemond
Marie Bracquemond (Landunvez, 1º dicembre 1840 – Parigi, 17 gennaio 1916) è stata una pittrice francese.
Fu una delle maggiori ritrattiste della fine del XIX secolo, ed è considerata una delle massime esponenti dell'impressionismo.

## Biografia
Marie Bracquemond, nata Marie Anne Caroline Quivoron, nacque a Argenton-en-Landunvez, nella parte più occidentale della Bretagna, il Finistère. Suo padre era un capitano di marina che morì appena dopo la sua nascita. La madre, Aline Marie Pasquiou, si risposò ben presto. I suoi primi studi di disegno e pittura la videro allieva di un anziano pittore e restauratore: Auguste Vassort. Trasferitasi poi stabilmente a Parigi, dopo un periodo iniziale fu accolta nello studio privato di Ingres assieme ad altri allievi. Debuttò al "Salon" del 1859 firmando le sue prime opere col nome di "Marie Pasquiou-Quivoron", ed esponendo poi regolarmente a partire dal 1864..

Il 5 agosto del 1869, nonostante il parere contrario della madre, Marie sposò il pittore Félix Bracquemond, anch'egli allievo di Ingres, che aveva conosciuto due anni prima al Louvre, quando ambedue si esercitavano a copiare le tele dei grandi maestri. L'anno seguente la coppia ebbe un figlio, Pierre, e rimase poi sempre molto unita, sino alla morte di Félix (1914).
All'Expo del 1878 Marie presentò un grande pannello (circa 3x7 m., oggi perduto) sul tema "Le Muse delle arti", formato da quadrati di ceramica e realizzato per la manifattura Charles Haviland. Per questo lavoro Edgar Degas si complimentò con Félix Bracquemond con una lettera, pregandolo di esprimere la sua ammirazione alla moglie. Questo apprezzamento spinse Marie a partecipare alla "Quarta esposizione impressionista" del 1879, dove presentò un piatto di ceramica e soprattutto i cartoni preparatori del grande pannello Haviland. Nello stesso periodo si dedicò anche all'incisione, e realizzò nove acqueforti che espose nel 1890 alla seconda mostra della "Royal Society of Painter-Etchers and Engravers", nella galleria Paul Durand-Ruel.

### Da Ingres a Manet
Dopo essere rimasta a lungo sotto l'influenza estetica di Ingres (e ciò si nota particolarmente nel ritratto che ella fece a suo figlio nel 1878), fra il 1887 e il 1890 Marie abbandonò lo stile del suo maestro e si lasciò vieppiù conquistare dall'espressività e dalla tecnica dell'impressionismo, ormai dominante, influenzata e incoraggiata dai pittori che frequentavano il marito. Fra di essi, in particolare, furono suoi mentori Manet, Degas, Sisley e soprattutto Gauguin. Cominciò quindi ad impiegare colori vivaci e luminosi e a lavorare su variazioni di tono del bianco, mentre la sua pennellata mutava radicalmente. Ciò appare evidente già nel suo Ritratto di donna, presentato alla "Quinta esposizione impressionista".

Oltre all'uso di una tavolozza più intensa, ella iniziò anche a praticare la pittura en plein air, uscendo dalle mura di casa. Il marito Félix non fu d'accordo con questo cambiamento verso l'impressionismo, e, pur rispettando la sua scelta, non smise mai di criticarne i frutti.
Il modello preferito di Marie fu la sorella Luisa, ma per numerosi ritratti i soggetti rimangono tuttora sconosciuti e le attribuzioni che sono state date non hanno validi fondamenti. Questo vale anche per il quadro che rappresenta un'artista davanti al suo cavalletto, qualificato ingiustificatamente come "Autoritratto".

Alla ottava (ed ultima) mostra degli impressionisti del 1886, Marie inviò il Portrat d'un jeune homme (Pierre Bracquemond che disegna un mazzo di fiori) e il Portrait de Félix Bracquemond, assieme ad alcuni acquarelli : Les Joueuses de jacquet, La Cueilleuse de pommes, Le Jardin e Jeunes filles.
.

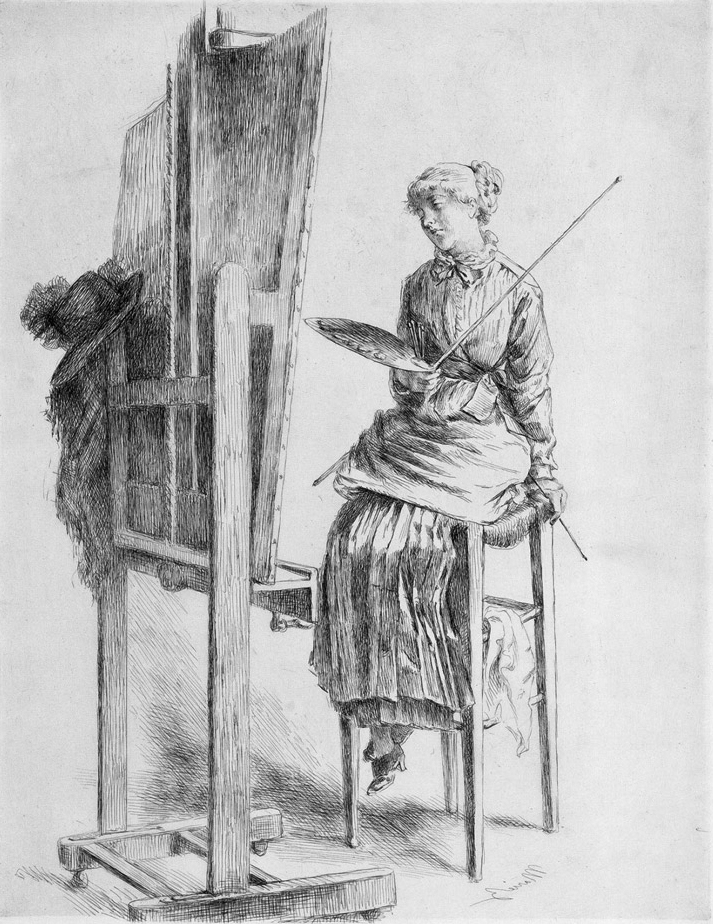
Presunto autoritratto (acquaforte)

Marie fu molto amica di Édouard Manet, al quale fu vicina durante i suoi ultimi giorni di vita, e si avvicinò al suo stile in alcune nature morte (Les Crevettes, 1887) o vedute di giardini (L'Allée). Fu anche molto legata ai coniugi Sisley, che utilizzò come modelli per i quadri En bateau del 1880 e Sous la lampe, anche se non vi sono prove certe.
Marie Bracquemond morì a Parigi (o a Sèvres ?) il 17 gennaio del 1916, all'età di 75 anni, due anni dopo la scomparsa del marito.

Le sue opere, in maggior parte, appartengono a collezionisti privati e non le si può ammirare che raramente, per esempio in occasione di mostre di donne pittrici o di impressionisti.

### L'artista
Marie Bracquemond visse ed operò per lungo tempo nell'ombra di suo marito Félix, certamente più famoso di lei, ed iniziò ad essere conosciuta ed apprezzata per i suoi notevoli meriti grazie alle numerose mostre sulle donne pittrici che si sono tenute in questi ultimi anni..
Il critico d'arte Gustave Geffroy la considerò come una delle tre "grandi signore" dell'impressionismo, assieme a Berthe Morisot e Mary Cassatt. Principalmente ritrattista, fu anche pittrice di fiori, di nature morte, di paesaggi e di interni, ed eseguì decorazioni murali e disegni per vasi in maiolica e ceramica.

Le sue opere paesaggistiche hanno per soggetto i dintorni di Sèvres o le colline di Bellevue. Nei ritratti le sfumature e le variazioni di colore mostrano una padronanza della tecnica e una sensibilità che furono molto apprezzate da Gustave Geffroy, al punto che, nella presentazione della mostra di Marie Bracquemont alla "Galleria Bernheim" del 1919, questi riprese gli argomenti già citati nel 1893, scrivendo della sua arte : 

## Le opere
Elenco parziale, relativo alle opere presenti nelle collezioni pubbliche:
In Francia
- Cambrai, Museo di Cambrai : La Dame en blanc, olio su tela.
- Parigi :
  - Louvre, dipartimento di arti grafiche : raccolta di disegni.
  - Museo d'Orsay : Trois femmes aux ombrelles, olio su tela.
  - Petit Palais : Le Goûter (Ritratto di Louise Quivoron), 1880.
- Rouen, Museo di belle arti : quadri vari.

In Svizzera
- Museo del Petit Palais di Ginevra :
  - Sur la terrasse à Sèvres, 1880.
  - Vase, fra il 1872 eil 1881, terra cotta smaltata.

## Galleria d'immagini

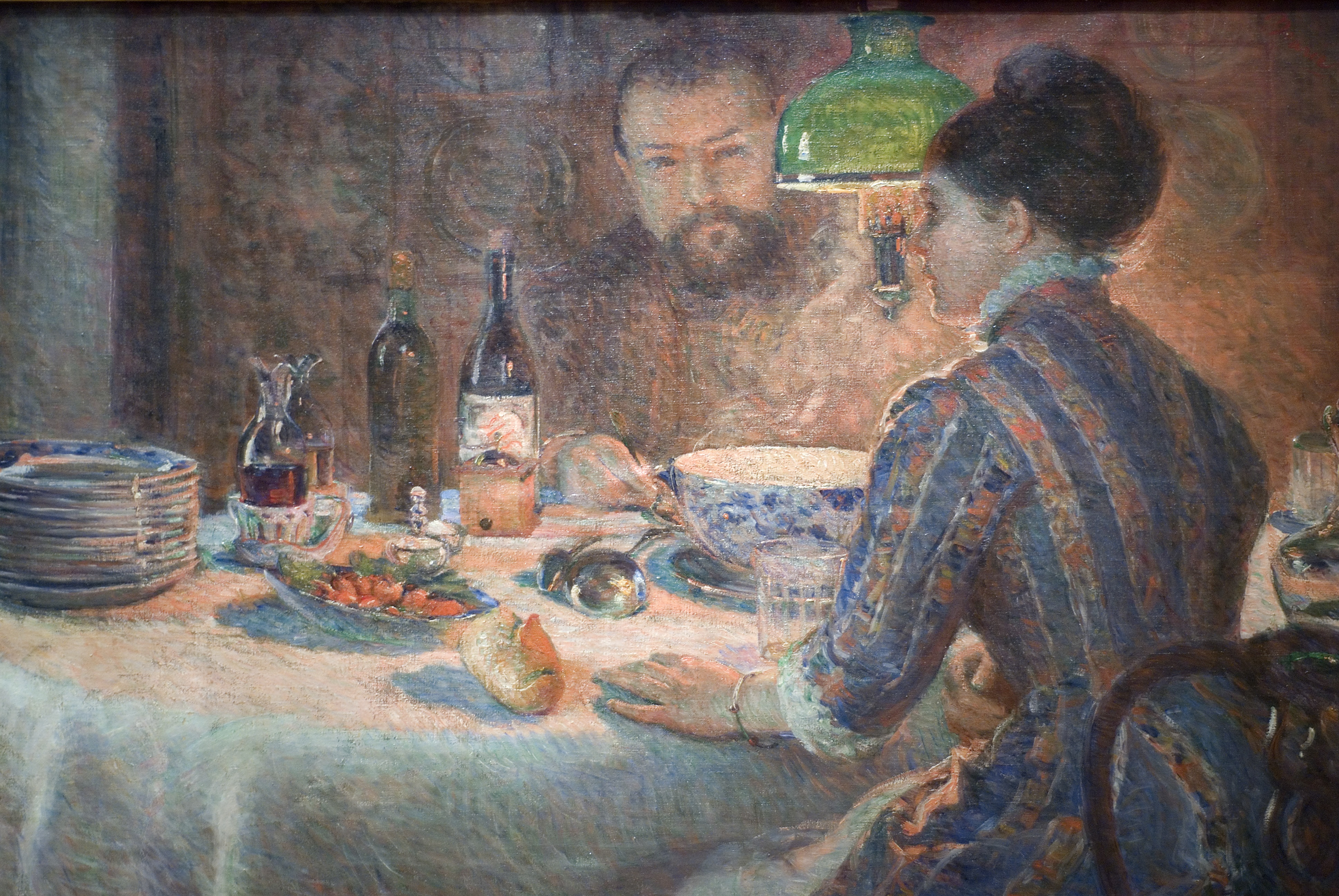
Sotto la lampada (1877)
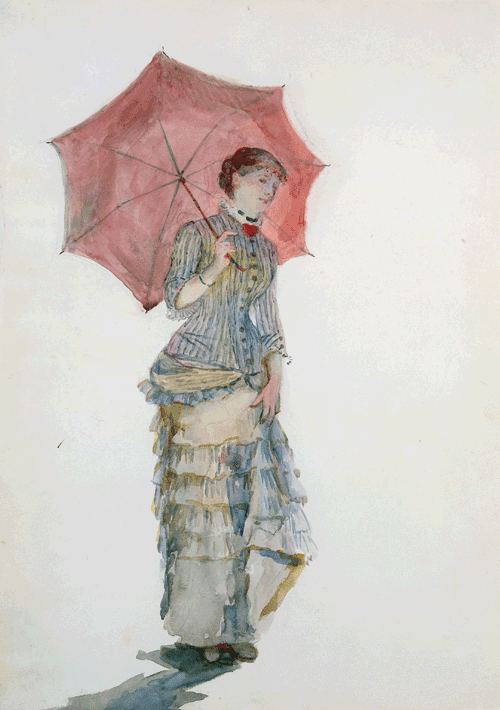
Donna con l'ombrellino (1880)
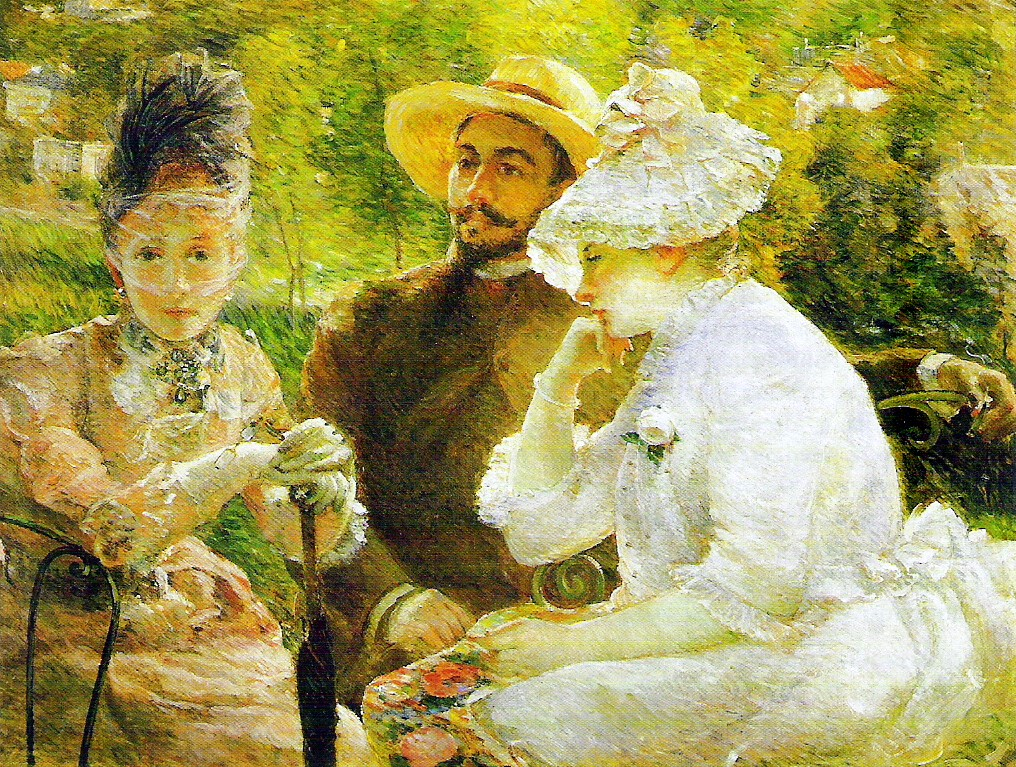
Sulla terrazza a Sèvres (1880), Museo del Petit Palais di Ginevra

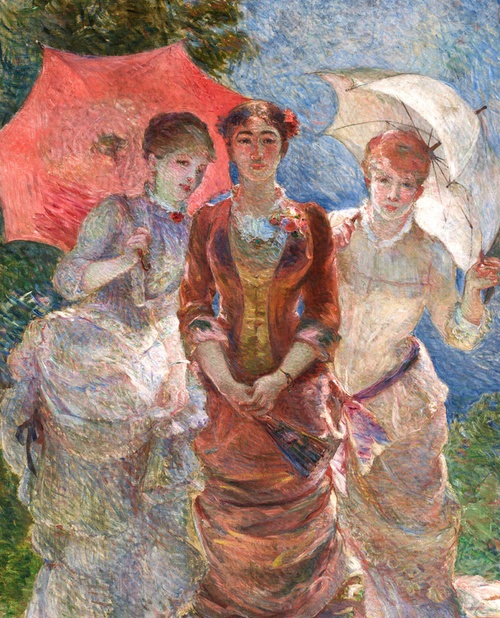
Tre dame con gli ombrellini Museo d'Orsay.
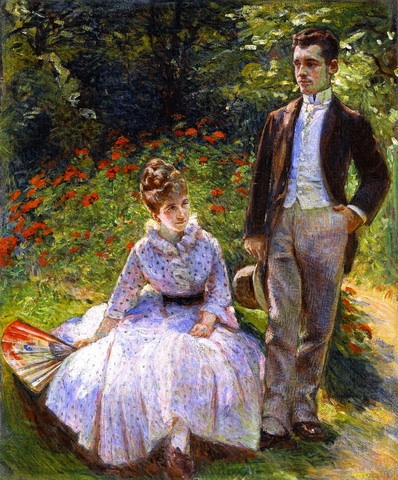
La sorella e il figlio nel giardino di Sèvres (1890)
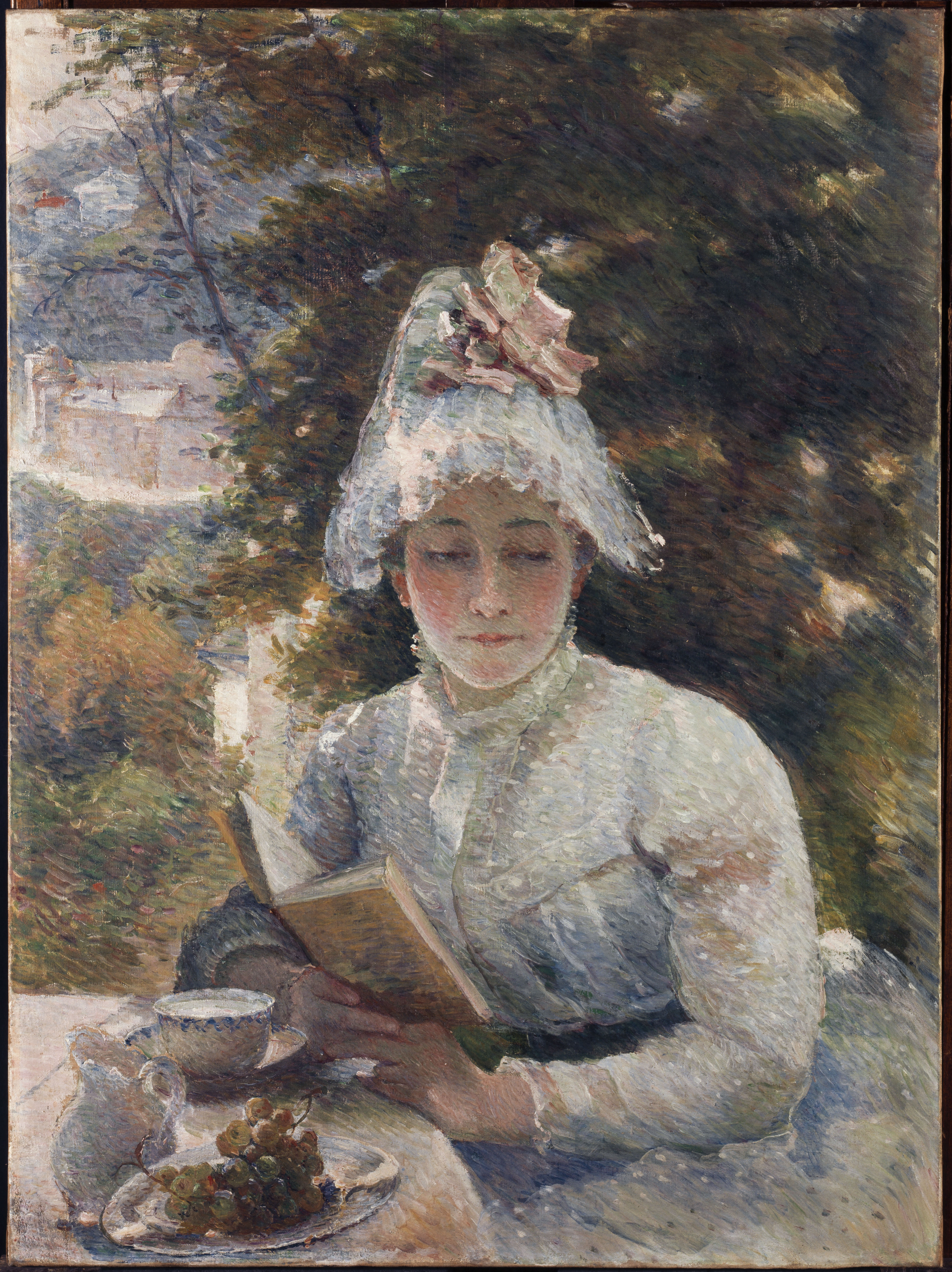
Il tè del pomeriggio